# El Tornadizo
El Tornadizo es un municipio y localidad española de la provincia de Salamanca, en la comunidad autónoma de Castilla y León. Se integra dentro de la comarca de la Sierra de Francia y la subcomarca de Las Quilamas. Pertenece al partido judicial de Béjar.
Su término municipal está formado por las localidades de El Tornadizo y Mata de Arriba, ocupa una superficie total de 11,44 km² y según los datos demográficos recogidos en el padrón municipal elaborado por el INE en el año 2017, cuenta con una población de 93 habitantes.

## Geografía
| Noroeste: Linares de Riofrío       | Norte: Alberguería de Herguijuela | Noreste: Monleón                 |
| Oeste: San Miguel de Valero        |                                   | Este: Los Santos                 |
| Suroeste: San Esteban de la Sierra | Sur: Valdefuentes de Sangusín     | Sureste: Valverde de Valdelacasa |

## Historia
La fundación de El Tornadizo se remonta a la repoblación efectuada por los reyes de León entre finales del siglo XII y principios del XIII, quedando entonces integrado en el Alfoz de Monleón, dentro del Reino de León. Con la creación de las actuales provincias en 1833, El Tornadizo quedó integrado en la provincia de Salamanca, dentro de la Región Leonesa.

## Demografía
El Tornadizo cuenta con una población de 86 habitantes (INE 2024).
| Gráfica de evolución demográfica de El Tornadizo entre 1842 y 2021                                                  |
| |
| Población de derecho según los censos de población del INE Población de hecho según los censos de población del INE |

Según el Instituto Nacional de Estadística, El Tornadizo tenía, a 31 de diciembre de 2018, una población total de 98 habitantes, de los cuales 55 eran hombres y 43 mujeres. De esa cifra, la mayor parte corresponde a la localidad cabecera del municipio, que agrupa la mayoría de la población del municipio, El Tornadizo, pues sólo se registran 2 habitantes en el anejo de Mata de Arriba. Respecto al año 2000, el censo refleja 147 habitantes, de los cuales 77 eran hombres y 70 mujeres. De esos sólo 1 está censado en Mata de Arriba. Por lo tanto la pérdida de población en el conjunto del municipio para el periodo 2000-2018 ha sido de 49 habitantes, un 33% de descenso.

## Administración y política

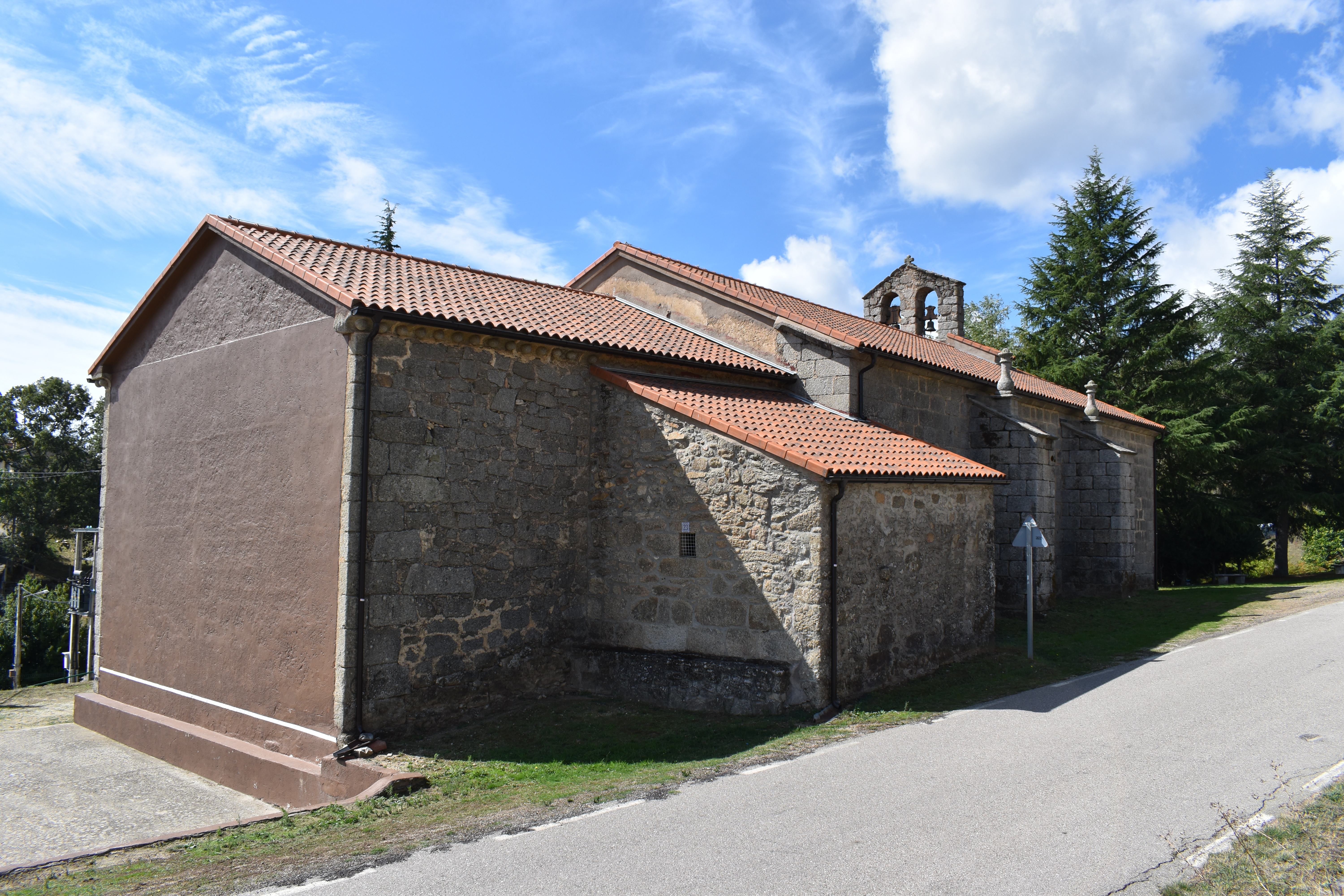
Iglesia de San Gabriel

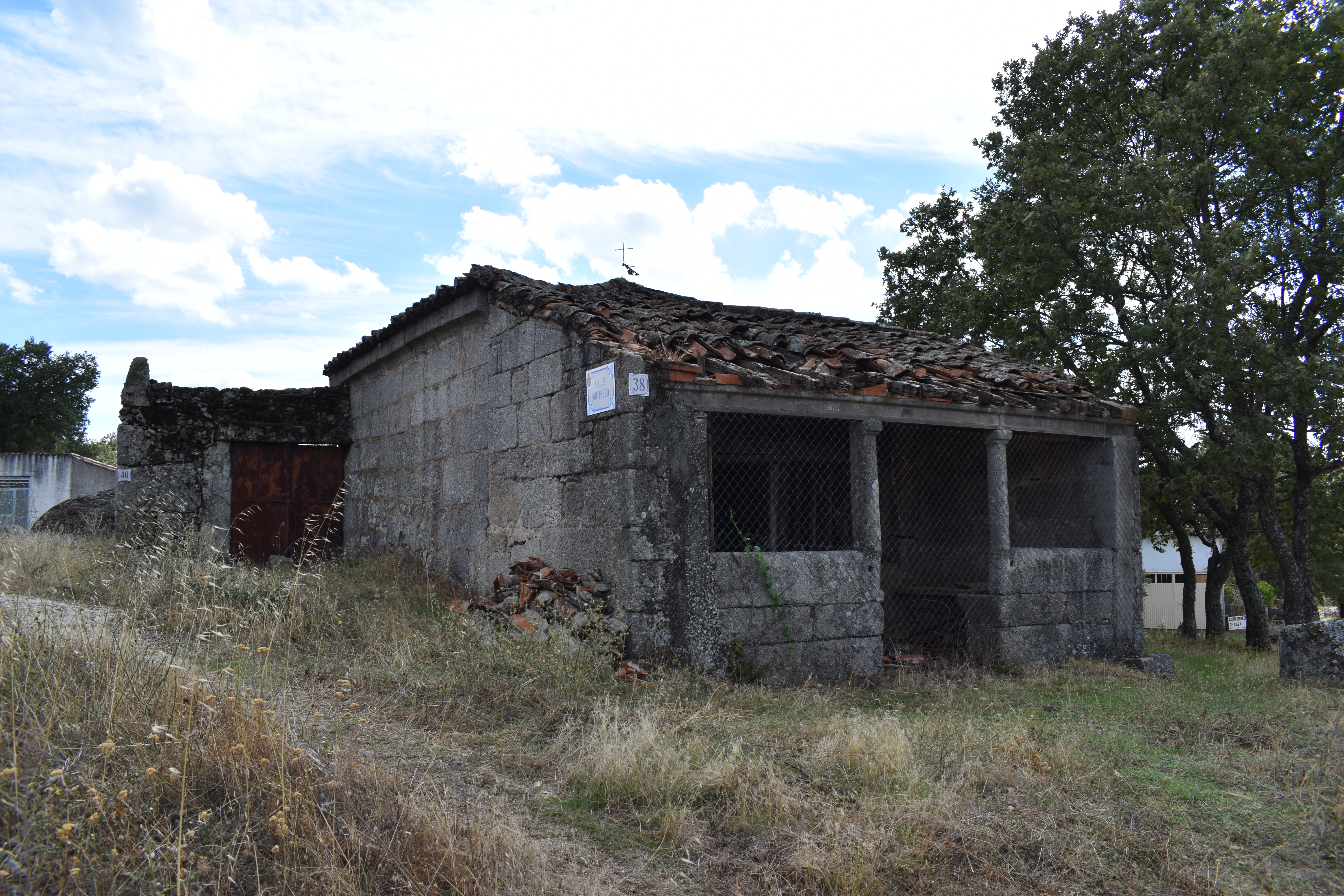
Ermita del Humilladero

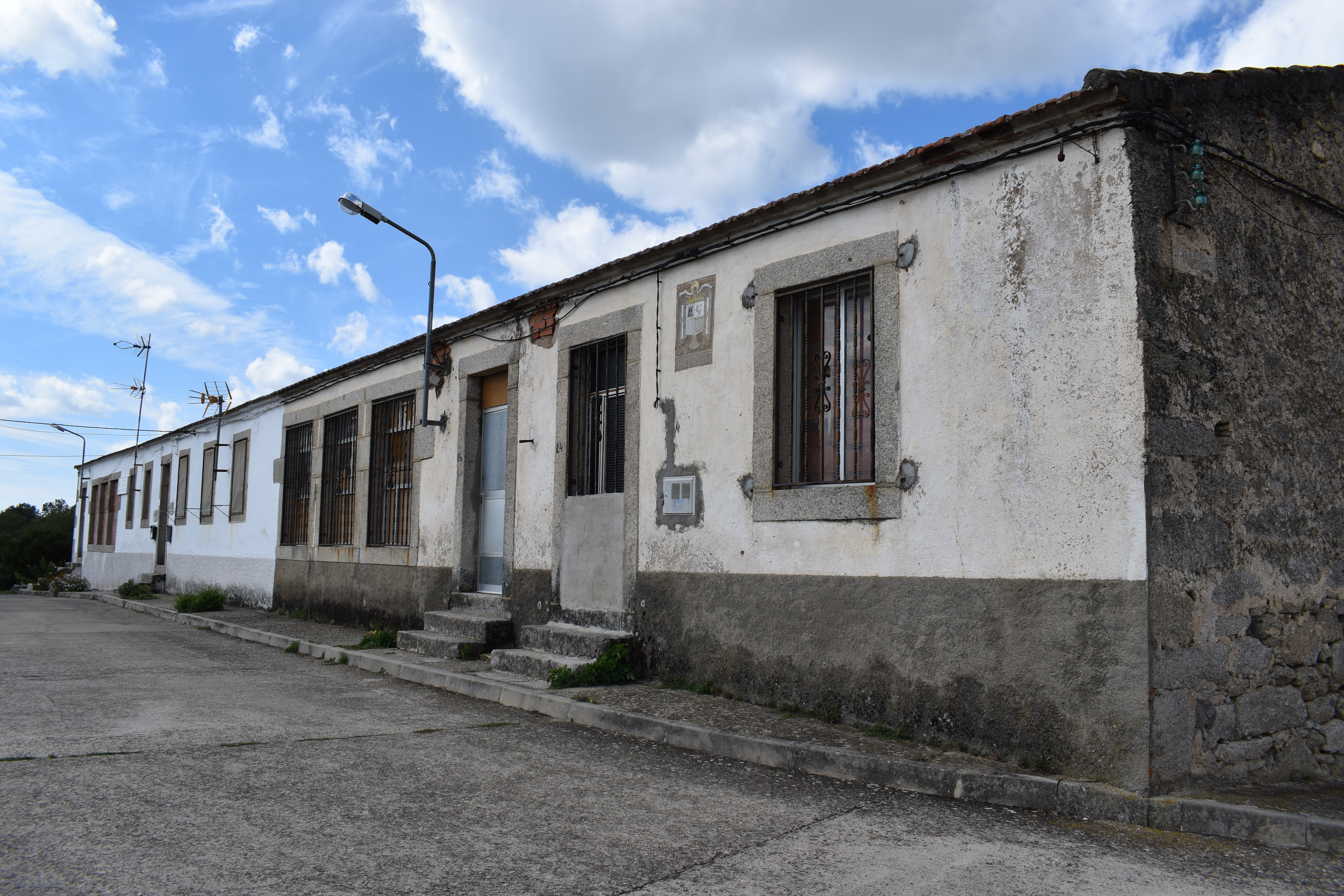
Escuelas y antigua casa consistorial

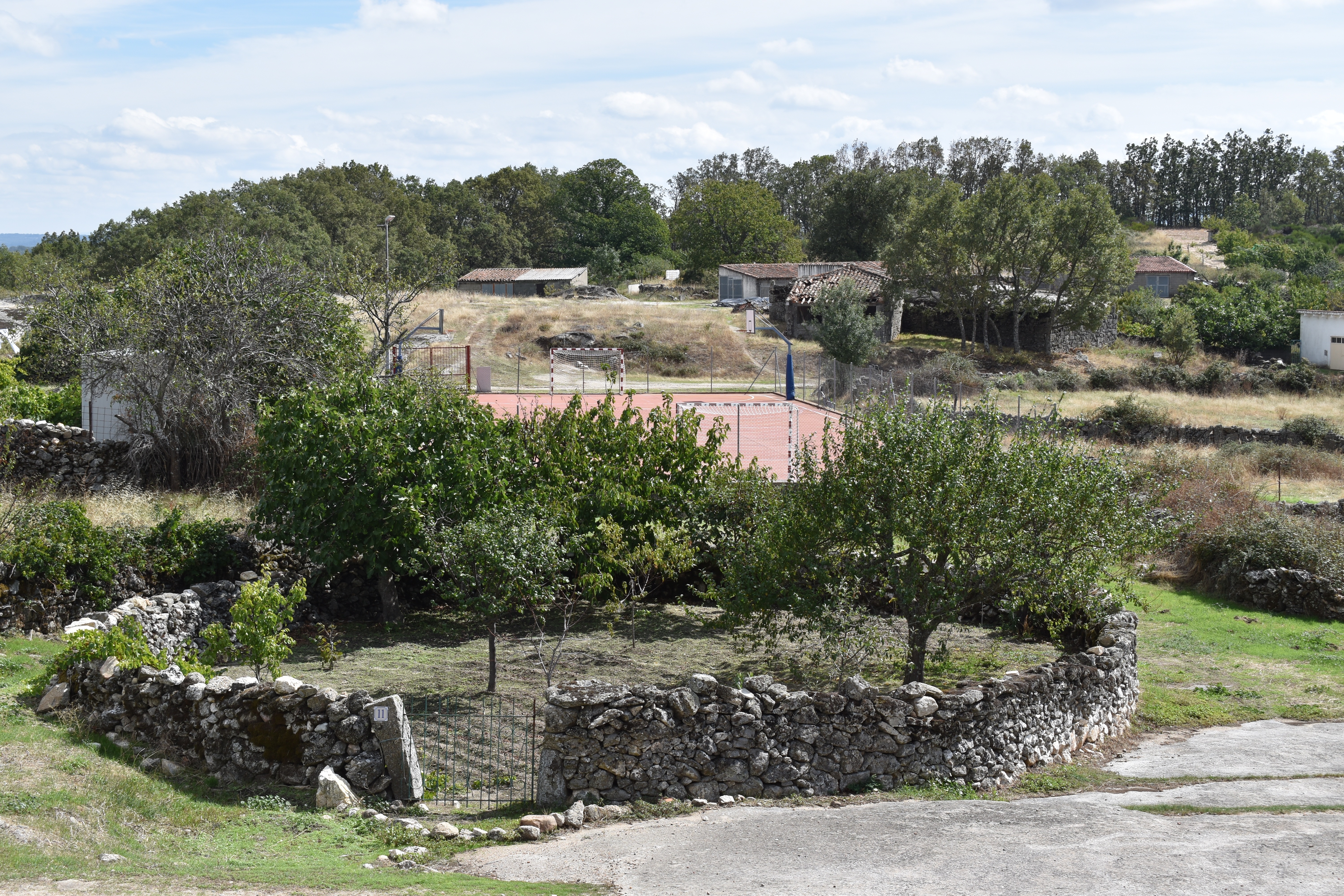
Vista parcial

| Partido político                         | 2019  | 2019  | 2019       | 2015  | 2015  | 2015       | 2011  | 2011  | 2011       | 2007  | 2007  | 2007       | 2003  | 2003  | 2003       |
| Partido político                         | %     | Votos | Concejales | %     | Votos | Concejales | %     | Votos | Concejales | %     | Votos | Concejales | %     | Votos | Concejales |
| Partido Popular (PP)                     | 64,38 | 47    | 2          | 68,06 | 49    | 2          | 51,85 | 42    | 3          | 45,68 | 37    | 2          | 66,67 | 68    | 4          |
| Partido Socialista Obrero Español (PSOE) | 31,51 | 23    | 1          | 23,61 | 17    | 1          | 45,68 | 37    | 2          | 46,91 | 38    | 2          | 31,37 | 32    | 1          |
| Unión del Pueblo Salmantino (UPSa)       | —     | —     | —          | —     | —     | —          | —     | —     | —          | 55,56 | 45    | 1          | —     | —     | —          |

## Fiestas
El Tornadizo celebra sus fiestas en honor a la Virgen del Rosario el día 8 de septiembre, celebrándose verbenas, juegos, campeonatos, comidas de fraternidad , novilladas, vaquillas, etc. Asimismo, celebra fiestas en honor a San Sebastián el día 20 de enero.